# Arrondissement d'Iburg

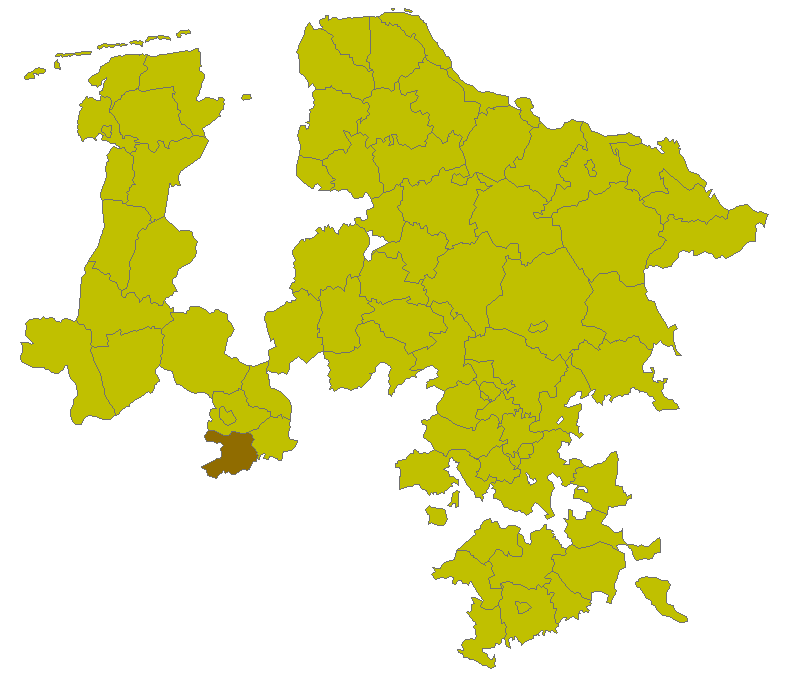
Carte de l'arrondissement d'Iburg

L'arrondissement d'Iburg est un arrondissement prussien existant de 1885 à 1932 et dont le siège est la ville d'Iburg.

## Histoire
Après l'annexion de Hanovre en 1867 par la Prusse, l'arrondissement d'Iburg est formé en 1885 à partir de l'ancien bureau d'Iburg. En 1932, l'arrondissement d'Iburg est dissous par un décret du ministère d'État prussien et fusionné avec l'arrondissement d'Osnabrück. L'administration de l'arrondisement d'Iburg est située dans le château d'Iburg.

## Évolution de la démographie
| Année | Habitants |
| ----- | --------- |
| 1890  | 24 810    |
| 1900  | 27 366    |
| 1910  | 30 799    |
| 1925  | 34 310    |

## Administrateurs de l'arrondissement
- 1885–1904 Friedrich Tilemann (de)
- 1904–1908 Wilhelm von Schmeling
- 1908–1918 Melchior von Breitenbuch (de)
- 1918–1925 Julius Wehr (de)
- 1925–1932 Ludwig Herold

## Communes
La liste suivante contient toutes les communes qui appartenaient à l'arrondissement d'Iburg. La commune de Mäscher est incorporée à Iburg en 1929.
|  | Allendorf Altenhagen Aschen Aschendorf Averfehrden Bad Rothenfelde Borgloh-Wellendorf Dissen Dröper Ebbendorf Eppendorf | Erpen Gellenbeck Glandorf Glane-Visbeck Hagen-Beckerode Hankenberge Hardensetten Hilter Iburg Kloster Oesede Laer | Mäscher Mentrup Müschen Natrup-Hagen Natrup-Hilter Nolle Oesede Ostenfelde Remsede Schierloh Schwege | Sentrup Strang Sudendorf Sudenfeld Uphöfen Westendorf Westerwiede Winkelsetten |